# أب باريك (سياه منصور)
أب باریك (بالفارسية: آب‌باریک) هي قرية تقع في إيران في قسم سیاه منصور الريفي. يقدر عدد سكانها بـ 187 نسمة .